# Hyperspace
Hyperspace: A Scientific Odyssey through Parallel Universes, Time Warps, and the Tenth Dimension är en bok av den teoretiska fysikern Michio Kaku från 1994. I boken fokuserar Kaku på sina studier av högre dimensioner som kallas hyperspace. Det återkommande temat i boken är att alla fyra krafter i universum (den starka växelverkan, den svaga växelverkan, elektromagnetism och gravitation) blir mer sammanhängande och deras beskrivning enklare i högre dimensioner.